# Alberto Brignoli
Alberto Brignoli (Trescore Balneario, Italia, 19 de agosto de 1991) es un futbolista italiano. Juega de guardameta y su equipo es el AEK Atenas F. C. de la Superliga de Grecia.

## Carrera
En la temporada 2009-2010 logró la promoción a la Lega Pro Seconda Divisione con el Montichiari. En el verano de 2011 pasó al Lumezzane, en condición de préstamo con derecho de rescate, debutando con los valgobbini el 25 de septiembre contra la Ternana.
El 2 de febrero de 2015 fue adquirido por la Juventus por 250 000 euros y permaneció a préstamo en la Ternana hasta el final de la temporada 2014-15, logrando que su equipo mantenga la categoría: debido a su alto rendimiento fue nominado a mejor guardameta de la serie. Abandonó la Ternana después de haber acumulado 106 presencias en tres años.
Finalizada su experiencia con el rossoverde, el 2 de julio de 2015 la Juventus lo cedió a la Sampdoria, en Serie A. Durante casi toda su estadía en la Sampdoria permaneció como portero suplente de Emiliano Viviano; debutó en la máxima categoría contra la Juventus en Turín, en el último encuentro de la temporada con una derrota 0-5.
Después de volver al bianconero al final de la temporada, en julio de 2016 fue cedido a préstamo con derecho rescate al club español del Club Deportivo Leganés, recién ascendido a la primera división de ese país. Sin lograr un espacio como titular, en enero de 2017 la Juventus lo devolvió a Italia, nuevamente cediéndolo a préstamo, esta vez al Perugia de la Serie B. A pesar de un recibimiento frío por parte de la afición del Perugia —debido a su paso por la Ternana, el histórico rival—, Brignoli consiguió la titularidad y un buen rendimiento que contribuyó a alcanzar los play-off, que terminaron en derrota en semifinales contra el Benevento. Para la temporada siguiente, la Juventus volvió a prestar a Brignoli al Benevento, recién ascendido a la Serie A. Comenzó a jugar como titular en la máxima categoría italiana desde la octava fecha —volvió a la Serie A después de su debut con la Sampdoria en 2016—. El 3 de diciembre de 2017, se convirtió en héroe del equipo al marcar de cabeza el gol del empate 2 a 2 a los 95 minutos de juego contra el Milan en un partido decisivo que ayudó a que su equipo obtuviera el primer punto histórico en la temporada 2017-2018, después de catorce derrotas desde el inicio del torneo. El último portero que había marcado un gol en la Serie A había sido Massimo Taibi en 2001.

## Clubes
| Club                      | País   | Año       |
| ------------------------- | ------ | --------- |
| A.C. Montichiari          | Italia | 2009-2011 |
| A. C. Lumezzane           | Italia | 2011-2012 |
| Ternana Calcio            | Italia | 2012-2015 |
| Juventus F. C.            | Italia | 2015-2018 |
| U. C. Sampdoria (cedido)  | Italia | 2015-2016 |
| C. D. Leganés (cedido)    | España | 2016      |
| Perugia Calcio (cedido)   | Italia | 2016-2017 |
| Benevento Calcio (cedido) | Italia | 2017-2018 |
| U. S. Palermo             | Italia | 2018-2019 |
| Empoli F. C.              | Italia | 2019-2021 |
| Panathinaikos F. C.       | Grecia | 2021-2024 |
| AEK Atenas F. C.          | Grecia | 2024-     |

## Palmarés

### Títulos nacionales
| Título         | Club                | País   | Año  |
| -------------- | ------------------- | ------ | ---- |
| Copa de Grecia | Panathinaikos F. C. | Grecia | 2022 |
| Copa de Grecia | Panathinaikos F. C. | Grecia | 2024 |